# Polerieka (Abramová)
Polerieka – dawniej samodzielna wieś, obecnie część wsi Abramová w powiecie Turčianske Teplice, kraju żylińskim, w północno-centralnej Słowacji. Znajduje się w  Kotlinie Turczańskiej u podnóży gór Żar. Zabudowania wsi rozłożyły się nad brzegami potoku Polerieka. Pierwsza wzmianka o wsi pochodzi z dokumentu z 1361 roku, na którym wymieniona jest jako Paralaka. W późniejszych dokumentach wymieniana jako Polereka lub Proloka (1363), Poleryka (1534), od 1543 jako Polerieka. 
Na przełomie XIX i XX wieku wieś liczyła od 70 do 100 mieszkańców, w latach 80. XX w. 29 mieszkańców. Większość z nich wyjechała w okresie socjalizmu, głównie do Martina i okolicznych wiosek. W 2006 roku w Poleriekach mieszkało tylko 12 osób. Większość domów jest wykorzystywana tylko jako domy letniskowe.

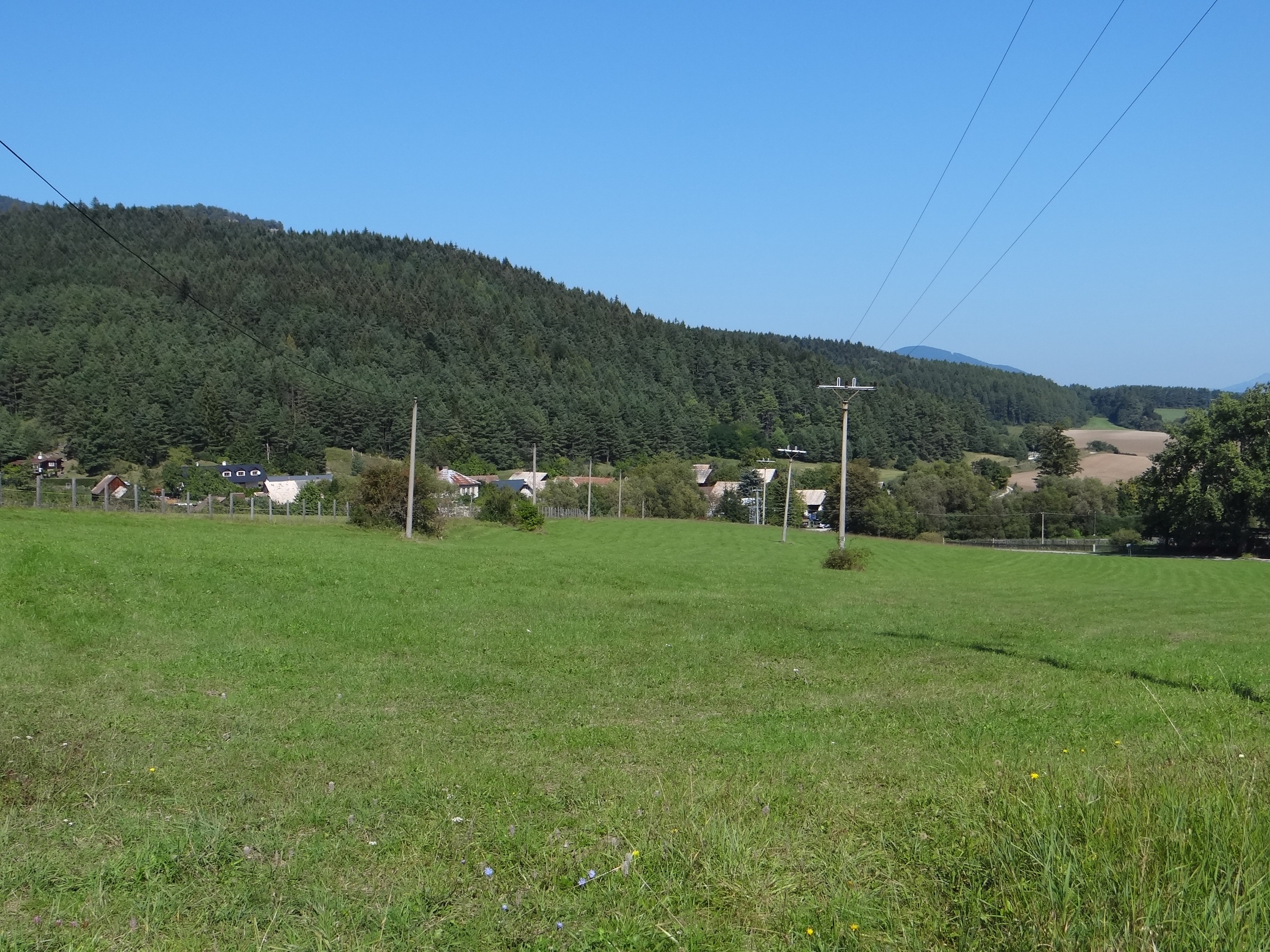
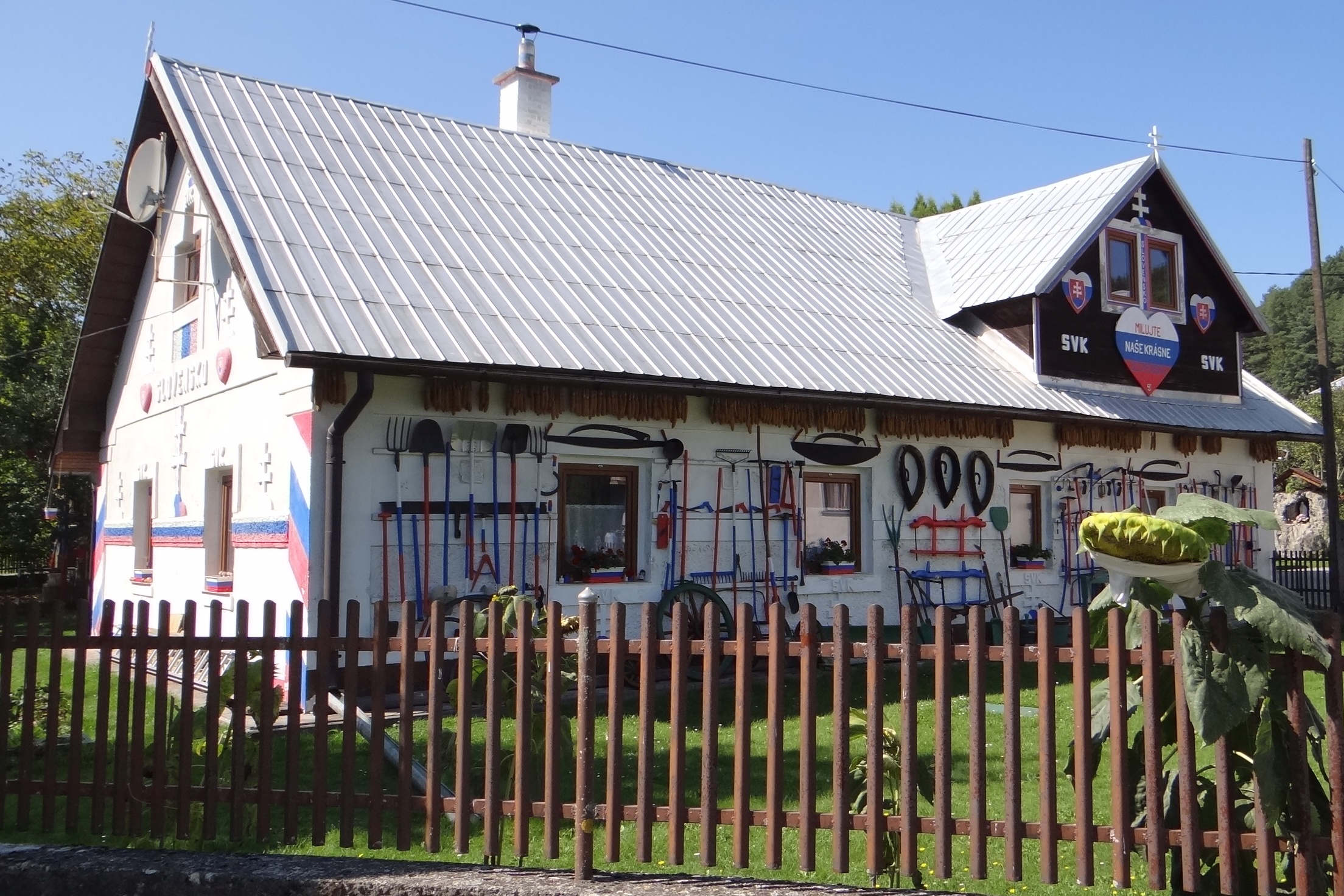
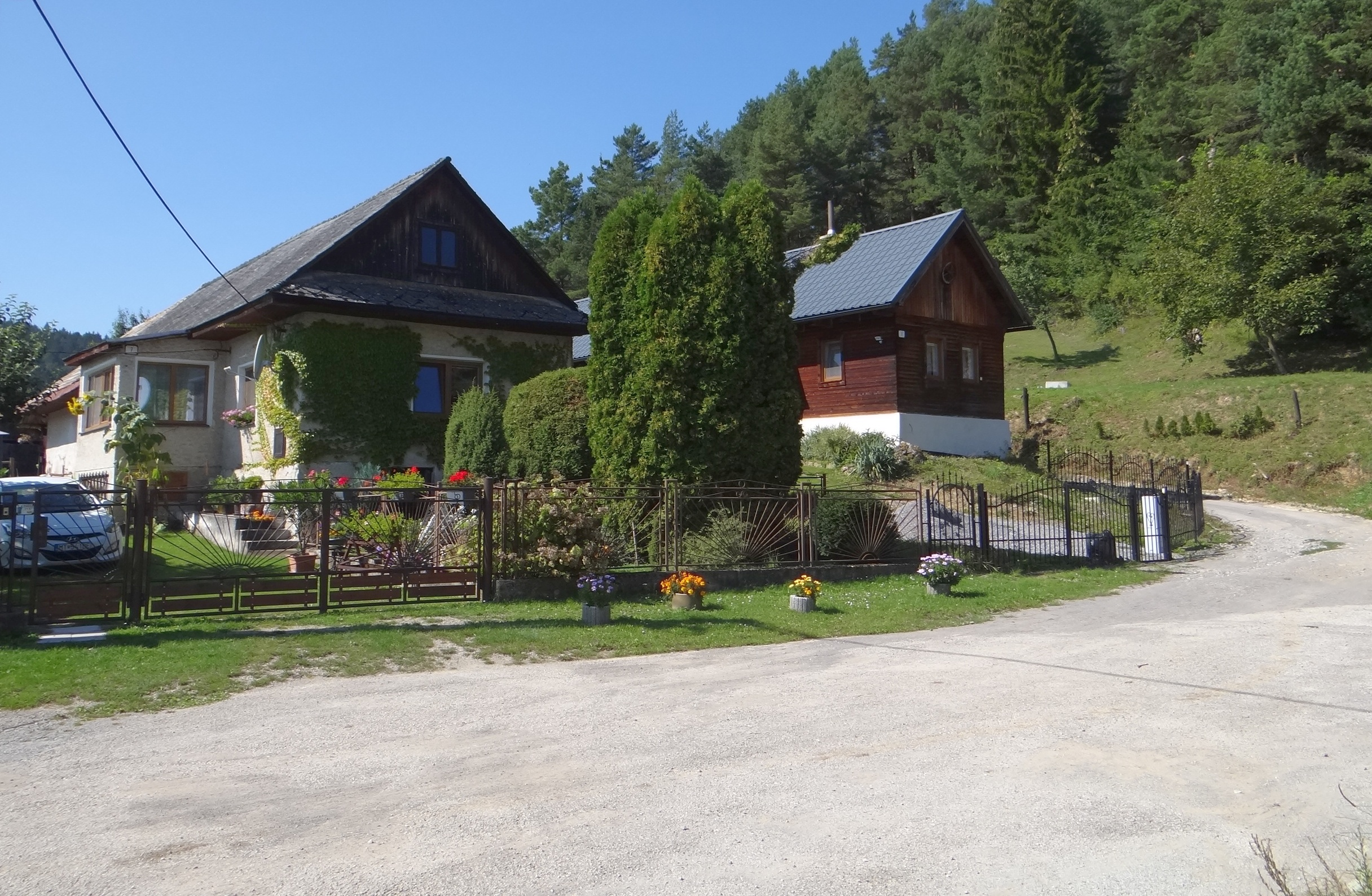
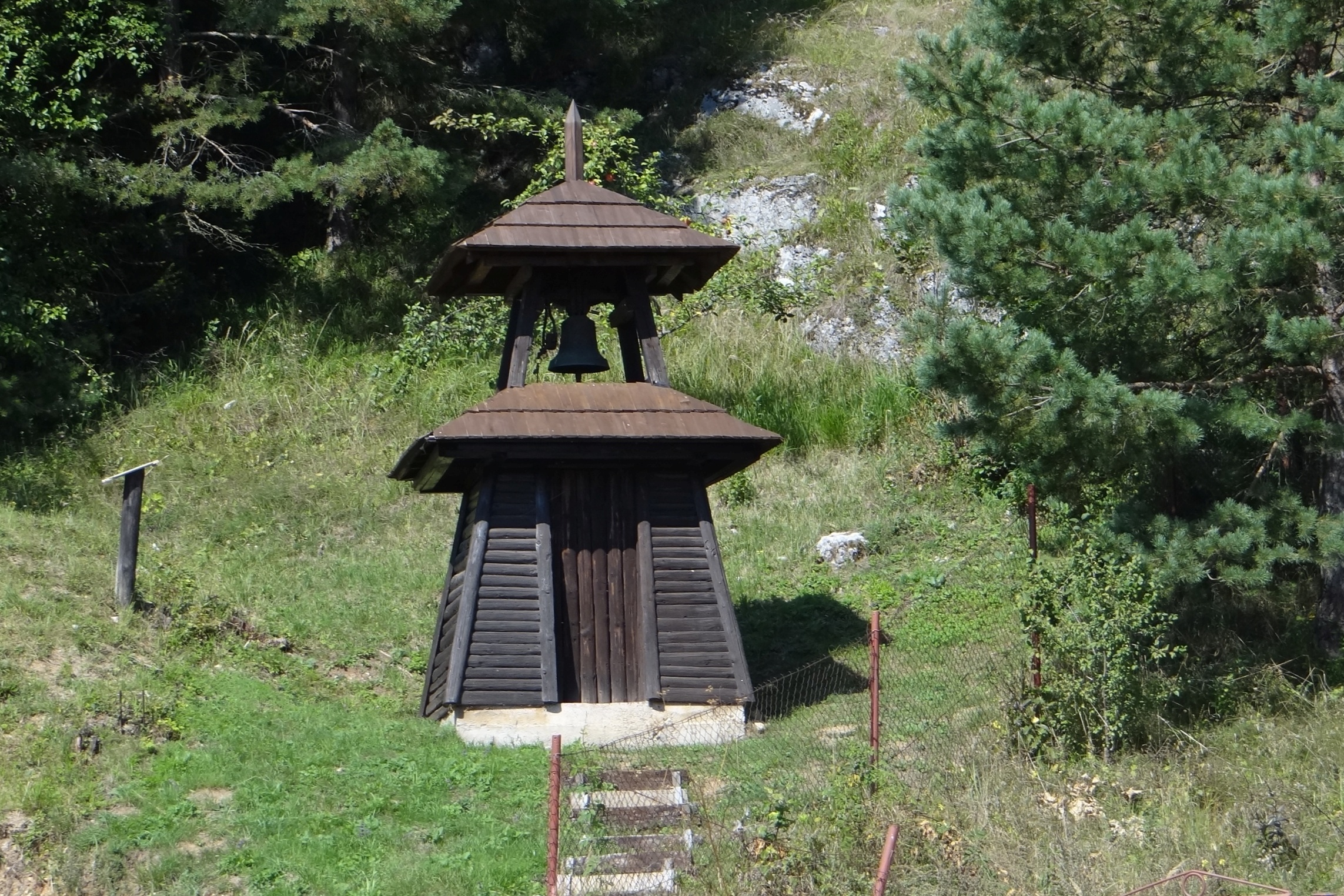
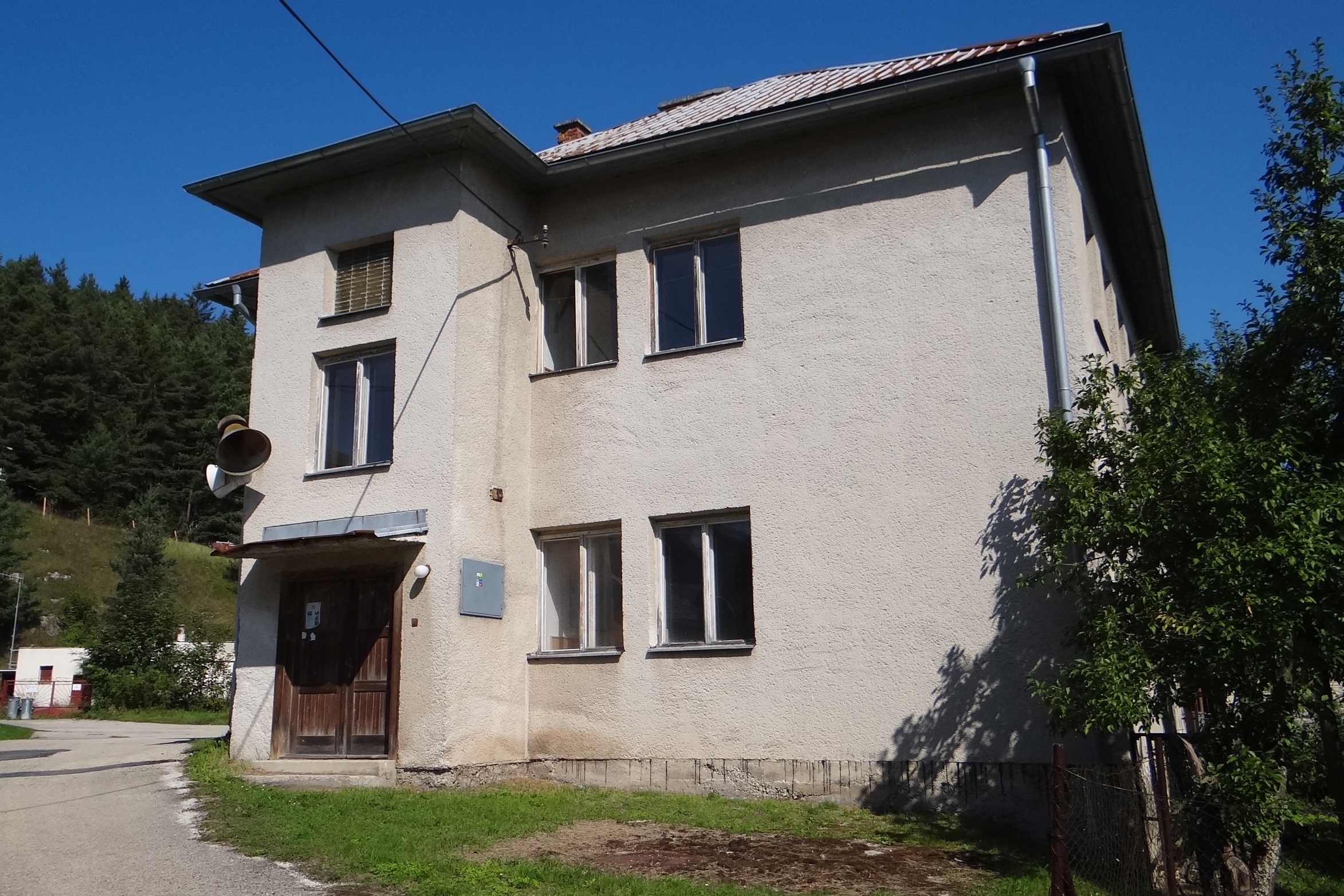